# سنت موریس (ایندیانا)
سنت موریس (به انگلیسی: Saint Maurice) یک منطقهٔ مسکونی در ایالات متحده آمریکا است که در شهرستان دکاتور، ایندیانا واقع شده‌است. سنت موریس ۳۱۷٫۰ متر بالاتر از سطح دریا واقع شده‌است.